# Mirosław Żurek
Mirosław Żurek, ps. „Janusz” (ur. 4 września 1919 w Zagórzu, zm. 12 maja 1989) – polski inżynier rolnictwa, żołnierz Batalionów Chłopskich, działacz ruchu ludowego, poseł na Sejm PRL IV, V, VI i VII kadencji.

## Życiorys
Urodził się w rodzinie chłopskiej jako syn Jana i Walerii. Uzyskał wykształcenie podstawowe, a następnie w 1941 ukończył liceum rolnicze w Czernichowie. W 1942 został wywieziony na roboty przymusowe w III Rzeszy. Wiosną 1943 udało mu się uciec. Osiadł w Lublinie, gdzie w sierpniu 1943 wstąpił do Batalionów Chłopskich.
W 1944 wstąpił do Związku Młodzieży Wiejskiej RP „Wici” i Stronnictwa Ludowego. Począwszy od 1945 organizował struktury ZMW RP „Wici” na terenie województwa śląskiego, gdzie był wiceprzewodniczącym Zarządu Wojewódzkiego tej organizacji. W marcu 1947 został wybrany na prezesa ZMW RP „Wici” w Katowicach. W tym samym roku zasiadł w Wojewódzkiej Radzie Narodowej w Katowicach. Od lipca 1948, w związku ze jednoczeniem organizacji młodzieżowych, pracował w Zarządzie Głównym Związku Młodzieży Polskiej. Wraz z SL wstąpił do powołanego w 1949 Zjednoczonego Stronnictwa Ludowego. Od 1949 pracował w Komendzie Głównej Powszechnej Organizacji „Służba Polsce”. W latach 1950–1962 pracował w Naczelnym Komitecie ZSL, w latach 1962–1971 był prezesem Wojewódzkiego Komitetu ZSL w Olsztynie. Pełnił inne liczne inne funkcje partyjne. Był też przewodniczącym Zarządu Wojewódzkiego Towarzystwa Przyjaźni Polsko-Radzieckiej w Olsztynie (od 1963) oraz zastępcą przewodniczącego Wojewódzkiego Komitetu Frontu Jedności Narodu. Odbył studia w Szkole Głównej Gospodarstwa Wiejskiego w Warszawie, uzyskując tytuł zawodowy inżyniera rolnika. Ukończył dwuletnią Szkołę Partyjną przy KC PZPR. W latach 1965–1980 sprawował mandat posła na Sejm PRL.
Pochowany na cmentarzu Komunalnym Północnym w Warszawie.

## Odznaczenia
- Order Sztandaru Pracy II klasy
- Krzyż Oficerski Orderu Odrodzenia Polski
- Krzyż Kawalerski Orderu Odrodzenia Polski (1955)[4]
- Złoty Krzyż Zasługi
- Krzyż Partyzancki
- Medal 10-lecia Polski Ludowej (1955)[5]
- Odznaka 1000-lecia Państwa Polskiego (1966)[6]
- Medal „Za zasługi dla ruchu ludowego” (1984)[7]